# Bachivillers
Bachivillers ist eine Commune déléguée in der französischen Gemeinde Montchevreuil mit 568 Einwohnern (Stand 1. Januar 2022) im Département Oise in der Region Hauts-de-France. Die Gemeinde Bachivillers gehörte zum Arrondissement Beauvais und zum Kanton Chaumont-en-Vexin.

## Geographie
Der Ort Bachivillers liegt im Vexin français, 15 Kilometer östlich von Gisors und 20 Kilometer südwestlich von Beauvais.

## Geschichte
Die Gemeinde Bachivillers wurde am 1. Januar 2019 mit Fresneaux-Montchevreuil zur Commune nouvelle Montchevreuil zusammengeschlossen. Sie hat seither den Status einer Commune déléguée.

## Einwohner
| Jahr                       | 1962 | 1968 | 1975 | 1982 | 1990 | 1999 | 2006 | 2011 |
| -------------------------- | ---- | ---- | ---- | ---- | ---- | ---- | ---- | ---- |
| Einwohner                  | 163  | 188  | 176  | 165  | 256  | 346  | 402  | 441  |
| Quellen: Cassini und INSEE |      |      |      |      |      |      |      |      |

## Sehenswürdigkeiten
- Kirche Saint-Sulpice

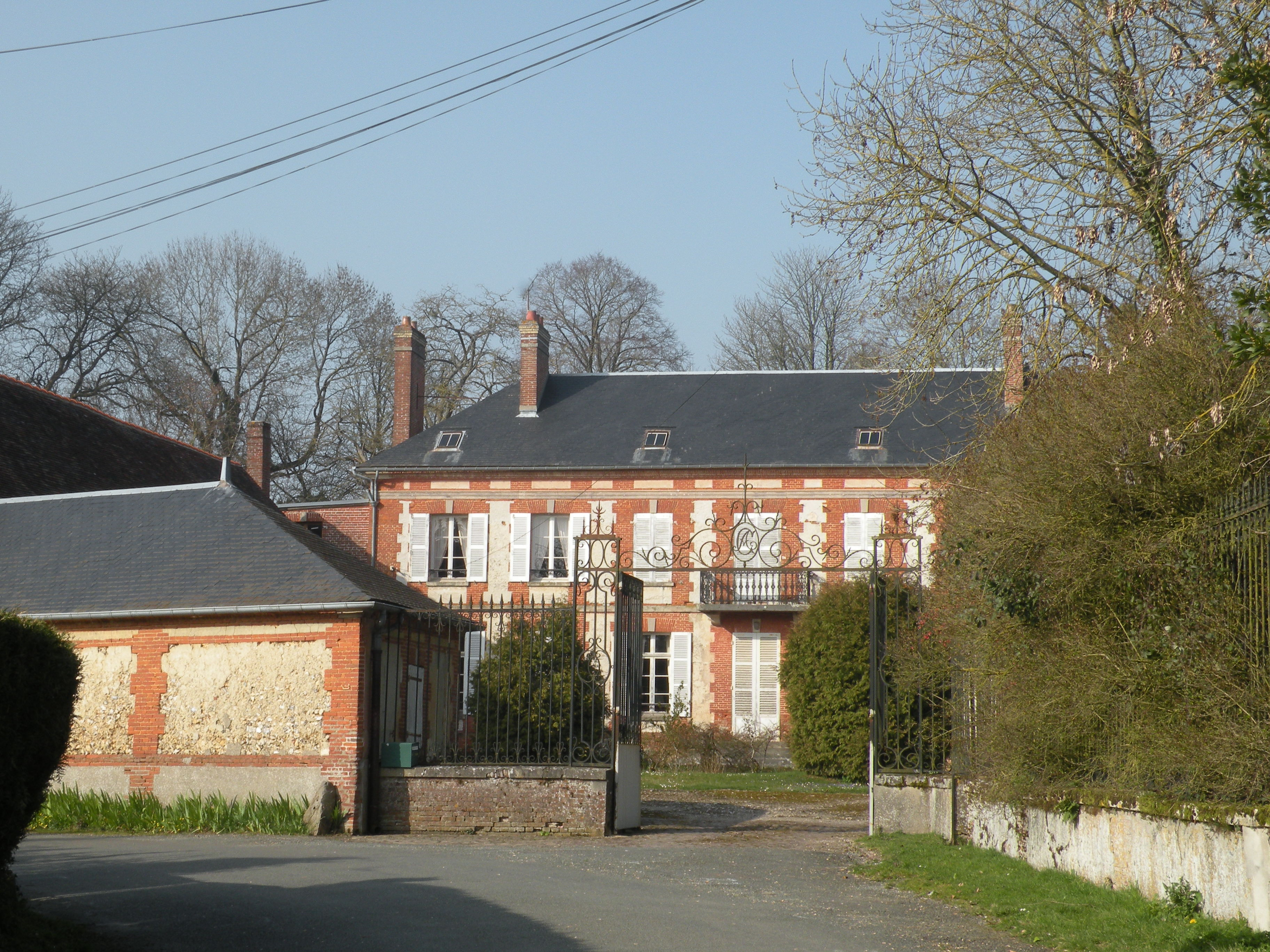
Schloss
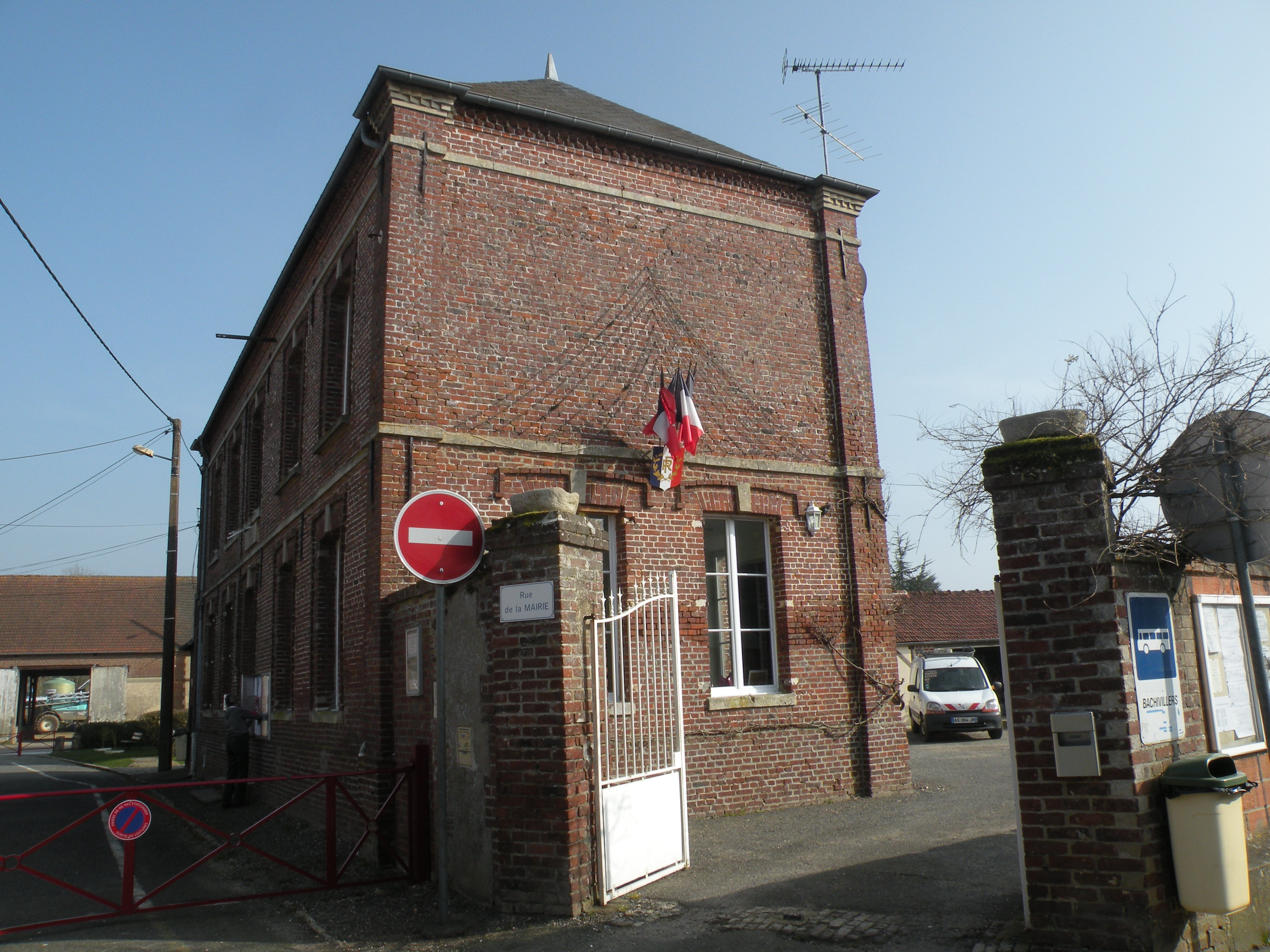
Ehemaliges Rathaus
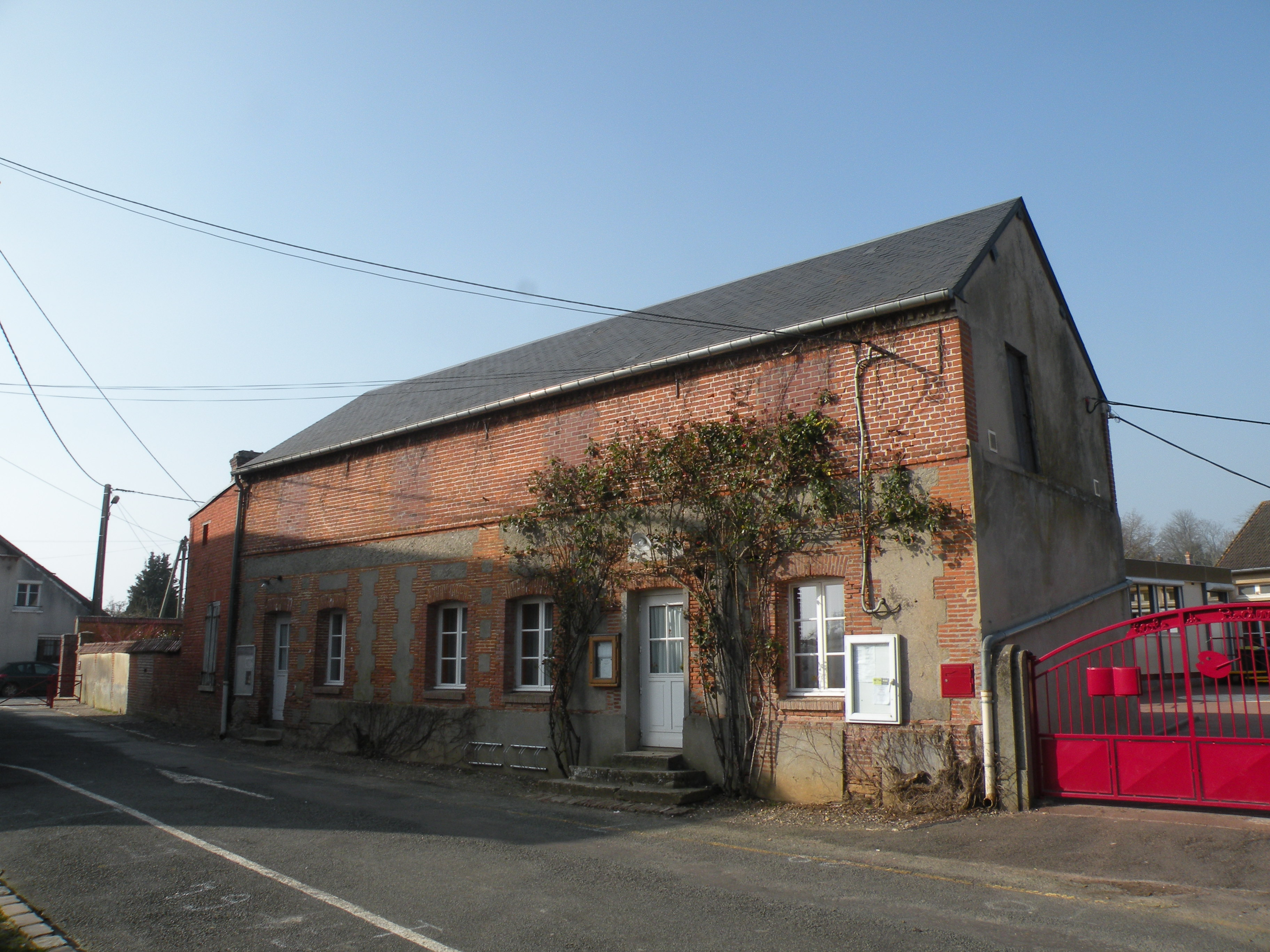
Schule

- Schloss
- Ehemaliges Rathaus
- Schule

## Persönlichkeiten
- Die Schriftstellerin Carson McCullers (1917–1967) lebte nach 1945 einige Zeit im ehemaligen Pfarrhaus von Bachivillers.
- Der Premierminister Maurice Couve de Murville (1907–1999) besaß ein Haus in Bachivillers.
- Die Filmschauspielerin Junie Astor (1911–1967) besaß hier ein Haus.